# ウィリアム・カペル (第4代エセックス伯爵)
第4代エセックス伯爵ウィリアム・アン・ホリス・カペル（英語: William Anne Holles Capell, 4th Earl of Essex、1732年10月7日 – 1799年3月4日）は、グレートブリテン王国の貴族、地主。

## 生涯
第3代エセックス伯爵ウィリアム・カペルとエリザベス・ラッセルの息子として、1732年10月7日に生まれた。1743年1月8日に父が死去すると、エセックス伯爵の爵位を継承した。
1770年7月5日から1782年までスタッグハウンド管理長官を務めた。
1799年3月5日に死去、息子ジョージが爵位を継承した。

## 家族

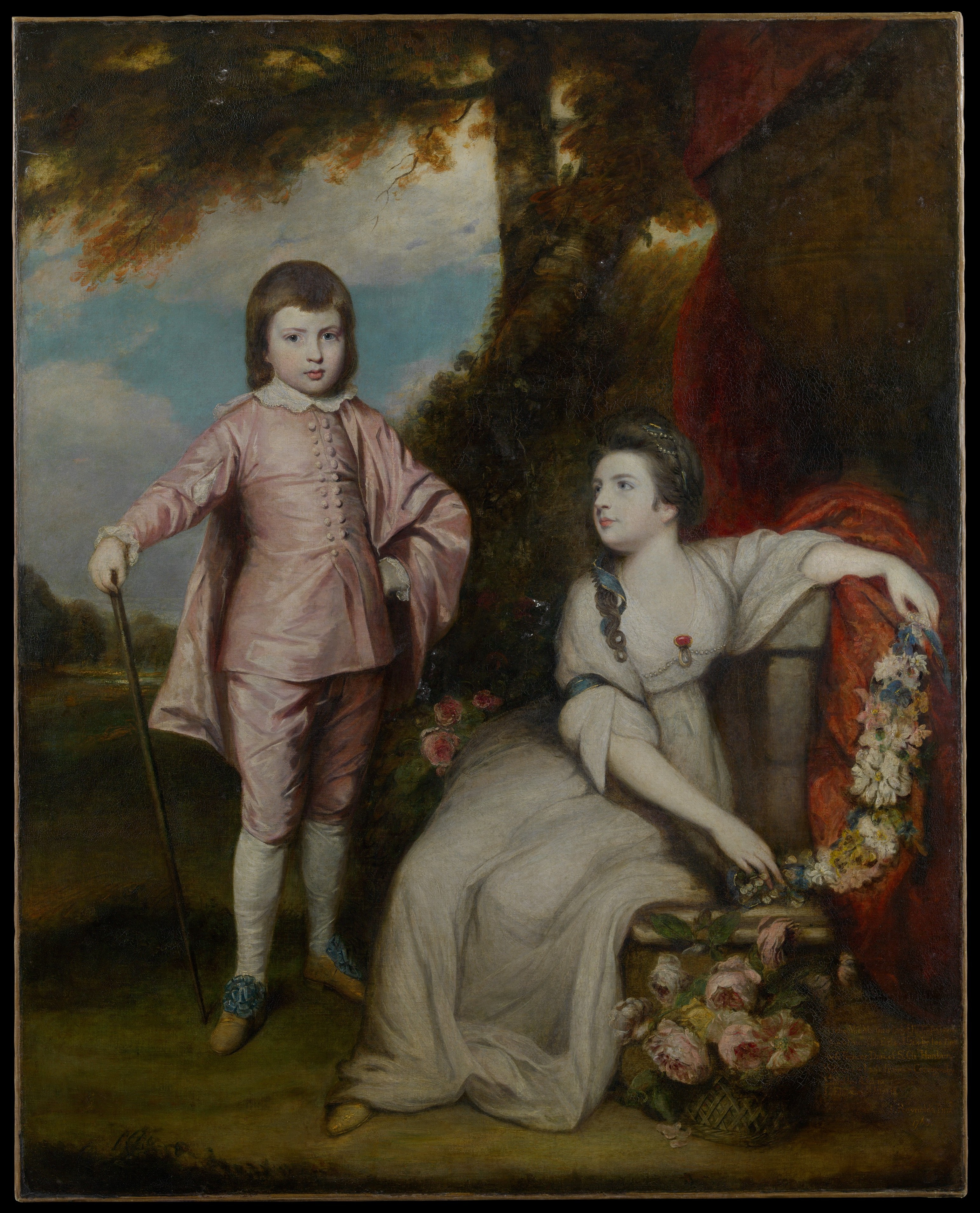
エリザベス・カペルとジョージ・カペル、サー・ジョシュア・レノルズ作、1768年。メトロポリタン美術館所蔵。

1754年8月1日、フランシス・ハンベリー・ウィリアムズ（1759年7月19日没、チャールズ・ハンベリー・ウィリアムズの娘）と結婚した。フランシスは1759年、出産中に死去した。
- エリザベス（1755年 – 1834年2月23日） - 第3代モンソン男爵ジョン・モンソンと結婚、子供あり
- ジョージ（英語版）（1757年 – 1839年） - 第5代エセックス伯爵

1767年3月3日、ハリエット・ブレイデン（1821年3月12日没、トマス・ブレイデンの娘）と再婚、下記の子女を儲けた。
- ジョン・トマス（1769年3月2日 – 1819年3月5日） - 1792年4月2日、キャロライン・パジェット（Caroline Paget、初代アクスブリッジ伯爵ヘンリー・パジェット（英語版）の娘）と結婚。第6代エセックス伯爵アーサー・アルジャーノン・カペル（英語版）の父
- ウィリアム・ロバート（英語版）（1775年4月28日 – 1854年12月3日） - 聖職者。1802年6月7日、サラ・ソルター（Sarah Salter、サミュエル・ソルターの娘）と結婚、子供あり
- トマス・ブレイデン（英語版）（1776年8月25日 – 1853年3月4日） - 海軍軍人。1816年5月10日、ハリエット・キャサリン・スミス（Harriet Catherine Smyth、フランシス・ジョージ・スミスの娘）と結婚、子供なし